# Dongsheng (Kangping)
Die „Gemeinde Dongsheng der Manju und Mongolen“ (chinesisch 东升满族蒙古族乡, Pinyin Dōngshēng Mǎnzú Měnggǔzú Xiāng) ist eine Nationalitätengemeinde im Südwesten des Kreises Kangping der Unterprovinzstadt Shenyang in der nordostchinesischen Provinz Liaoning. Die Gemeinde hat eine Fläche von 123,8 km² und 17.482 Einwohner (Stand: Zensus 2010).

## Administrative Gliederung
Dongsheng setzt sich aus zehn Dörfern zusammen. Diese sind:
- Dorf Dongsheng (东升村), Sitz der Gemeinderegierung;
- Dorf Dafangshen (大房身村);
- Dorf Kaoshantun (靠山屯村);
- Dorf Leijiawopu (雷家窝堡村);
- Dorf Lijiawopu (历家窝堡村);
- Dorf Nanxiaoling (南小陵村);
- Dorf Shanyoutun (善友屯村);
- Dorf Shengguantun (胜官屯村);
- Dorf Wujiawopu (吴家窝堡村);
- Dorf Wujiazi (五家子村).